# -Side SunSet- Kanashimi wa Dare no Negai Demo Nai
«-Side SunSet- Kanashimi wa Dare no Negai Demo Nai» (悲しみは誰の願いでもない?) (del inglés: Sadness Isn't Anyone's Desire) es el sencillo en CD #9 de Aira Yūki lanzado el 8 de agosto de 2012; fue escrita por Aki Hata, con la música de Harada Atsushi y los arreglos de Yatoki Tsukasa. La pista del título fue utilizada como el tema de apertura de la serie anime Kyōkai Senjō no Horizon II. El sencillo alcanzó la posición #43 en el top semanal de Oricon, manteniéndose durante 3 semanas y vendiendo 3.938 copias.

## Lista de pistas
| N.º | Título                                                           | Duración | Letra        | Compositor          | Arreglos            | Nota/s                                                     |
| --- | ---------------------------------------------------------------- | -------- | ------------ | ------------------- | ------------------- | ---------------------------------------------------------- |
| 1   | Kanashimi wa Dare no Negai Demo Nai (悲しみは誰の願いでもない)?) | 4:23     | Aki Hata     | Harada Atsushi      | Yatoki Tsukasa      | tema de apertura para el anime Kyōkai Senjō no Horizon II. |
| 2   | LETTER SONG                                                      | 4:33     | Yohei Matsui | Nakatsuchi Tomohiro | Nakatsuchi Tomohiro |                                                            |
| 3   | Kanashimi wa Dare no Negai Demo Nai (instrumental)               |          |              |                     |                     |                                                            |
| 4   | LETTER SONG (instrumental)                                       |          |              |                     |                     |                                                            |

## Medios

### CD
| N.º | Título                              | Lanzamiento          | Álbum          | Nota/s                                  |
| --- | ----------------------------------- | -------------------- | -------------- | --------------------------------------- |
| 1   | Kanashimi wa Dare no Negai Demo Nai | 20 de agosto de 2012 | For My Dear... | tercer álbum de estudio de la cantante. |